# إلمر واين هينلي
إلمر واين هينلي (بالإنجليزية: Elmer Wayne Henley) (من مواليد 9 أيّار/مايو 1956) هو قاتل متسلسل يقضي عقوبة سجنيّة في مدينة تكساس بعدما كان قد أُدين في عام 1974 بسببِ مشاركتهِ – رفقة دين كورل وآخرين – في سلسلةٍ من جرائم القتل الجماعي في هيوستن والتي تعرض فيها ما لا يقلّ عن 28 من الصبية والشباب في سن المراهقة للخطف والتعذيب والاغتصاب والقتل بين 1970 و1973.

## المسيرة المهنيّة
بناءً على اقتراح تاجرٍ فني بدأ هينلي في الرسم حيثُ اتخذ هذه الممارسة كهواية في السجن ووظيفة في نفسِ الوقت لتوليد الدخل له ولوالدته. على عكسِ حقيقته كقاتلٍ ومجرمٍ؛ لا يرسمُ هينلي صورًا ذات طبيعة سلبية أو عنيفة أو دموية ويُمثّل في العديد من أعماله صورًا سلمية مثل المناظر الطبيعية والمباني والزهور حيثُ يَصنع معظمها بطلاء أكريليك والجرافيت.